# Neotrigonometopus breviceps
Neotrigonometopus breviceps är en tvåvingeart som först beskrevs av Willi Hennig 1948.  Neotrigonometopus breviceps ingår i släktet Neotrigonometopus och familjen lövflugor. Inga underarter finns listade i Catalogue of Life.